# موسی اچ. دبلیو. چان
موسی اچ. دبلیو. چان (انگلیسی: Moses H. W. Chan؛ زاده ) یک دانشمند اهل ایالات متحده آمریکا است.